# European Judo Union
L'European Judo Union (EJU, Unione Europea di Judo) è l'organo che governa e coordina il judo in Europa. L'EJU fa parte dell'International Judo Federation.

## Storia
Su iniziativa del Budokwai di Londra, in occasione dei Giochi della XIV Olimpiade di Londra (1948), fu convocata una conferenza internazionale presso il New Imperial College a South Kensington. Parteciparono le federazioni di Gran Bretagna, Italia, Paesi Bassi e Austria che decisero di costituire l'Unione Europea di judo (EJU).
Fu eletto come primo presidente il britannico John Barnes.
Il 29 ottobre 1949 si tenne il secondo congresso dell'UEJ a Bloomendaal (Paesi Bassi), che delineò statuto e regolamento tecnico. L'italiano Aldo Torti venne eletto presidente e la sede spostata a Roma.
L'EJU fu la prima Federazione internazionale con sede in Italia del dopoguerra.
Si tenne a Londra il 2 luglio 1951 il IV Congresso dell'UEJ che diede vita alla International Judo Federation. Nello stesso anno, si tenne a Parigi il primo campionato europeo di judo.
L'EJU fu la prima federazione continentale che propose l'inclusione di judo ai Giochi olimpici.
Dal 2007 il presidente della federazione è stato il russo Sergey Soloveychik, che si è dimesso il 27 febbraio 2022, dopo che la Russia ha invaso l'Ucraina. Lo stesso giorno gli è succeduto nell'incarico il tedesco Otto Kneitinger, già vicepresidente della federazione.
Il Presidente attualmente in carica è l'ungherese Laszlo Toth.
Il 28 febbraio 2022, a causa del conflitto bellico, l'European Judo Union ha revocato a Vladimir Putin lo status di presidente onorario della federazione, carica che gli era stata attributi negli anni precedenti. L'8 marzo 2022 Ezio Gamba l'italo russo si è dimesso da Segretario Generale.

## Principali eventi
- Campionati europei di judo Senior
- Campionati europei di judo Junior
- Campionati europei di judo Veterani
- Campionati europei di judo a Squadre
- Campionati europei di judo Open
- Campionati europei di judo Under 23
- Campionato europeo di Kata di Judo

## Fondazione europea di judo
L'EJU nel 1999 ha istituito una propria fondazione per diffondere il judo e per sostenere questo sport nei paesi meno sviluppati.

## Presidenti
| N. | Periodo             | Nome                    | nazionalità |
| -- | ------------------- | ----------------------- | ----------- |
| 1  | 1948-1949           | John Barnes             | Regno Unito |
| 2  | 1949-1952           | Aldo Torti              | Italia      |
| 3  | 1952-1957           | Jaap Nauwelaerts de Agé | Paesi Bassi |
| 4  | 1957-1960           | H. Frantzen             | Germania    |
| 5  | 1960-1984           | André Ertel             | Francia     |
| 6  | 1984-1996           | Kurt Kucera             | Austria     |
| 7  | 1996-2000           | Frans Hoogendijk        | Paesi Bassi |
| 8  | 2000-2007           | Marius Vizer            | Romania     |
| 9  | 2007-2022           | Sergey Soloveychik      | Russia      |
| 10 | 2022 (marzo-giugno) | Otto Kneitinger         | Germania    |
| 11 | 2022 (in carica)    | Laszlo Toth             | Ungheria    |

## Federazioni affiliate
Al 2013 la Confederazione conta attualmente 50 federazioni nazionali affiliate.
1. Albania - Federazione di judo dell'Albania
2. Andorra - Federazione di judodi judo di Andorra
3. Armenia - Federazione di judo dell'Armenia
4. Austria - Federazione di judo dell'Austria
5. Azerbaigian - Federazione di judo dell'Azerbaijan
6. Belgio -Federazione di judo del Belgio
7. Bielorussia - Federazione di judo della Bielorussia
8. Bosnia ed Erzegovina - Federazione di judo della Bosnia ed Erzegovina
9. Bulgaria - Federazione di judo della Bulgaria
10. Cipro - Federazione di judo di Cipro
11. Croazia - Hrvatski Nogometni Savez
12. Danimarca - Federazione di judo della Danimarca
13. Estonia - Federazione di judo dell'Estoniat
14. Fær Øer - Federazione di judo delle Fær Øer
15. Finlandia - Federazione di judo della Finlandia
16. Francia - Federazione francese di Judo Ju jitsu Kendo e Discipline Associate
17. Georgia - Federazione di judo della Georgia
18. Germania - Federazione di judo della Germania
19. Grecia - Federazione di judo della Grecia
20. Irlanda - Federazione di judo dell'Irlanda
21. Islanda - Federazione di judo dell'Islanda
22. Israele - Federazione di judo d'Israele
23. Italia - Federazione Italiana Judo Lotta Karate Arti Marziali
24. Lettonia - Federazione di judo della Lettonia
25. Liechtenstein - Federazione di judo del Liechtenstein
26. Lituania - Federazione di judo della Lituania
27. Lussemburgo - Federazione di judo del Lussemburgo
28. Macedonia del Nord - Federazione di judo della Macedonia
29. Malta - Federazione di judo di Malta
30. Moldavia - Federazione di judo della Moldavia
31. Monaco - Federazione di judo del Principato di Monaco
32. Montenegro - Federazione di judo del Montenegro
33. Norvegia - Federazione di judo della Norvegia
34. Paesi Bassi - Federazione di judo dei Paesi Bassi
35. Polonia - Federazione di judo della Polonia
36. Portogallo - Federazione di judo del Portogallo
37. Regno Unito - British Judo Association
38. Rep. Ceca - Federazione di judo della Repubblica Ceca
39. Romania - Federazione di judo della Romania
40. Russia - Federazione di judo della Russia
41. San Marino - Federazione Sammarinese Lotta, Pesi Judo e Discipline Associate
42. Serbia - Federazione di judo della Serbia
43. Slovacchia - Federazione di judo della Slovacchia
44. Slovenia - Federazione di judo della Slovenia
45. Spagna - Federazione di judo della Spagna
46. Svezia - Federazione di judo della Svezia
47. Svizzera - Federazione Svizzera di judo e ju-jitsu
48. Turchia - Federazione di judo della Turchia
49. Ucraina - Federazione di judo dell'Ucraina
50. Ungheria - Federazione di judo dell'Ungheria